# مايكل رايت
مايكل رايت (بالإنجليزية: Michael Wright)‏ ولد بتاريخ 25 مارس 1941، هو دراج إنجليزي سابق في صنف سباق الدراجات على الطريق.

## سجل النتائج

### سباقات أو مراحل فاز بها
- طواف فرنسا

## روابط خارجية
- مايكل رايت على موقع أرشيف الدراجات (الإنجليزية)
- مايكل رايت على موقع إحصائيات الدراجات الإحترافية (الإنجليزية)
- مايكل رايت على موقع CycleBase (الإنجليزية)
- مايكل رايت على موقع MTB Data (الإنجليزية)